# Ithycythara psila
Ithycythara psila är en snäckart som först beskrevs av Bush 1885.  Ithycythara psila ingår i släktet Ithycythara och familjen kägelsnäckor. Inga underarter finns listade i Catalogue of Life.